# Dakuwaqa
Nella mitologia figiana, Daquwaka è un dio squalo. Riceveva grande rispetto dai pescatori, che ne invocavano la protezione contro i pericoli rappresentati dal mare e dai suoi abitanti.
Coraggioso, testardo e geloso delle sue prerogative, sta a guardia dei varchi nella barriera corallina. Diverse leggende locali lo dipingono in lotta con altri guardiani, come la piovra che lo imprigionò tra i suoi tentacoli a Kadavu dopo un'estenuante tenzone, costringendolo alla resa e a promettere che avrebbe vegliato sull'isola e sui suoi abitanti.